# Кевін Радд
Кевін Радд (англ. Kevin Rudd) (нар. 21 вересня 1957, Намбур, Квінсленд, Австралія) — австралійський політичний діяч, прем'єр-міністр Австралії. Депутат парламенту Австралії з 3 жовтня 1998. З 4 грудня 2006 по 24 червня 2010 був лідером Австралійської лейбористської партії. Радд прийшов на зміну Джону Говарду, що програв вибори та з 3 грудня 2007 по 24 червня 2010 був прем'єр-міністром Австралії. 26 червня 2013 року знову одержав перемогу на виборах лідера Лейбористської партії, залишивши за собою прем'єр-міністра Джулію Гіллард. Таким чином, 27 червня він знову обійняв посаду прем'єр-міністра Австралії.

## Дитинство і юність
Радд народився в Намбурі (Квінсленд). Його батьки Альберт Радд і Маргарет де Вер були фермерами в Квінсленді. Предки Радда мають англійські та ірландські корені. Прадід у четвертому поколінні засуджений Томас Радд прибув з Лондону до Австралії в 1801 році, а його дружина Мері Вейд  — з Ессексу в 1804 році.  Мері Вейд була засуджена до страти чере те, що забрала у дівчинки сукню і чепчик. Але Король Георг III , всіх засуджених до смерті жінок помилував і наказав заслали в Австралію. Мері Вейд померла в 1859 році в Австралії, народивши 21 дитину. Сьогодні кількість її нащадків вимірюється десятками тисяч. 
Радд навчався в Австралійському національному університеті в Канберрі а також Баргсман-коледжі. А також навчався в коледжі азійських народів на Тайвані де вчив китайську мову і культуру цієї країни.
У 1981 році Радд одружився з Терез Рейн яку зустрів на зборах Австралійської Студентської Християнської партії у студентські часи. Вони мають трьох дітей: Джессіка (народилася в 1984 році), Ніколас (народився в 1986 році) і Маркус (народився у 1993 році).

## Рішення прийти в політику
В 1981 році Радд став працювати в міністерстві закордонних справ і торгівлі. Там він працював до 1988 року. Він разом з дружиною він працював у посольстві Австралії в Стокгольмі та пізніше у Пекіні . Повернувшись в 1988 році в Австралію, він став головою штабу лідера опозиції лейбористів Вейна Госса в Квінсленді. У 1989 році він став головою канцелярії прем'єр-міністра Квінсленду. У 1992 році його було призначено директором-губернатором канцелярії кабінету міністрів. На своєму посту він провів ряд реформ (зокрема агітував за вивчення азійських мов і проведення культурних програм, які були прийняті урядом Австралії).
Після поразки лейбористів у 1995 році Радд працював радником з китайських справ у австралійському відділі корпорації KPMG.

## Член Парламенту
Після обрання до парламенту у 1998 році Радд виступив проти паралельної злітно-посадкової смуги в аеропорту Брисбена. Підтримав публічні демонстрації в Брисбені і отримав широке висвітлення засобами масової інформації. Плани злітних шляхів літаків та назви проекту були змінені. У 2007 р. проект отримав офіційний дозвіл на продовження робот.

## Тіньовий міністр закордонних справ 2001—2005

Кевін Радд у листопаді 2005

Радд брав участь у виборах від опозиції в 2001 році. У 2001 він став тіньовим міністром закордонних справ. У 2002 році він зустрічався з британською політиками для визначення позиції Лейбористської партії щодо стану в Іраку. Після падіння режиму Саддама Хусейна він виступав з критикою уряду Джона Говарда за військову підтримку США. Хоча підтримував австралійсько-американський альянс. У червні 2005 року він отримав додаткові повноваження тіньових міністрів.

## Лідер опозиції

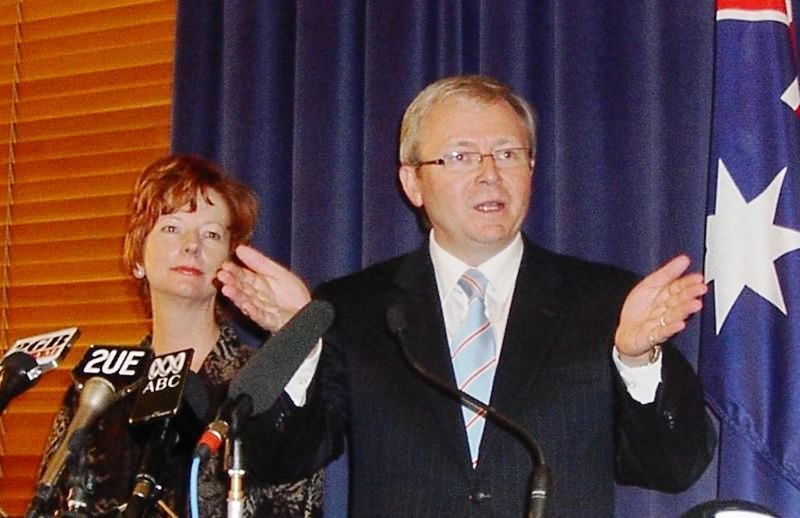
Кевін Радд (праворуч) і Джулія Гіллард (зліва) на їхній першій прес-конференції лідера та заступника лідера Австралійської лейбористської партії 4 грудня 2006

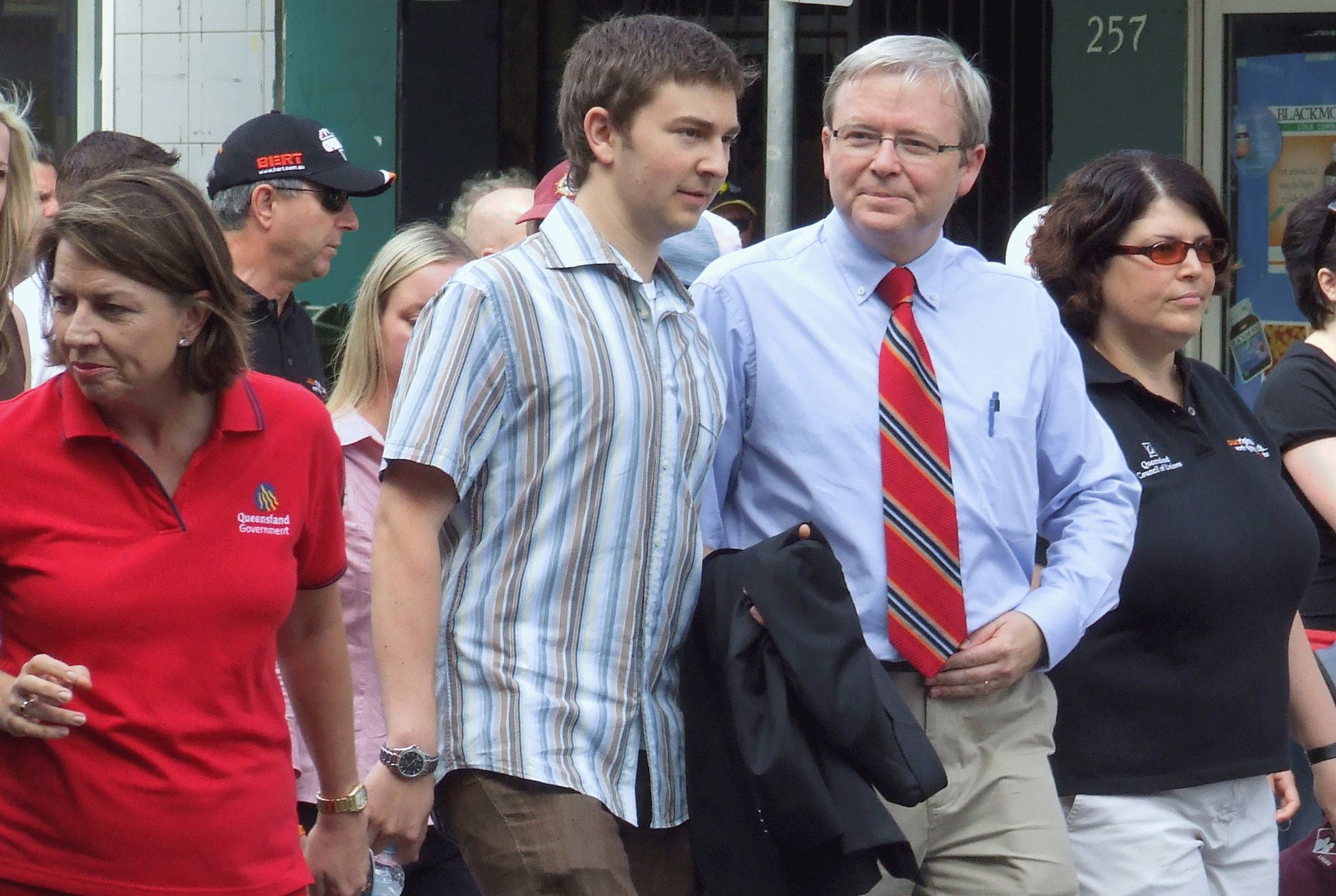
День Праці, 2007. Зліва направо: Анна Бліг (тоді заступник прем'єр-міністра Квінсленда), Кевін Радд, його син Ніколас Радд, і Грейс Грейс (тоді генеральний секретар ради профспілок Квінсленду)

У листопаді 2006 року опитування Ньюспол надали підтримку Радду вдвічі більшу ніж Бізлі. У грудні 2006, Бізлі заявив про відкриття нових виборів на пости лідера та заступника лідера лейбористської партії, і Радд поставив свою кандидатуру на голосування. Соратник по лейбористської партії Джулія Гіллард підтримала Радда та була кандидатом на заступника лідера проти Дженні Маклін. Голосування пройшло 4 грудня 2006. Радд набрав 49 голосів, а Бізлі 39 голосів, Джулія Гіллард стала заступником лідера партії коли Дженні Маклін зійшла з голосування.
На своїй першій прес-конференції як лідер Австралійської Лейбористської партії, Радд подякував Бізлі і Дженні Маклін, Радд запропонував «новий стиль керівництва партією», і також «альтернативний уряд, а не відлуння» уряду Говарда. Він виклав нариси індустріальних відношень, обговорив Війну в Іраку, зміну клімату, Австралійський федералізм, цивільний суд, і майбутнє Австралійської промисловості. Радд також розповів про свій досвід у керівництві штату, про кар'єру дипломата і кар'єру в бізнесі перед тим як він пішов у велику політику.
Кевін Радд і Лейбористська партія стали популярніші ніж уряд в опитуваннях. Новий лідер підтримував високий статус у ЗМІ та висовував оголошення щодо «освітній революції», федералізму, зміни клімату, і внутрішньої автомобільної промисловості.
З 2002 року, Радд регулярно давав інтерв'ю, вступав в політичні дискусії і брав участь у популярній ранковій передачі на телебаченні «Sunrise», з членом парламенту від лібералів Джо Хокі. Передачі допомогли зростанню популярності Радда. Радд і Хокі припинили брати участь в передачі у квітні 2007 в зв'язку з напруженими виборами у парламент.

## Перемога у виборах 2007
Виборчі списки були випущені 17 жовтня 2007.
21 жовтня 2007 Радд взяв участь у телевізійних дебатах проти чинного Прем'єр-міністра Джона Говарда.
14 листопада 2007 офіційно стартувала виборча кампанія Кевіна Радда з політикою бюджетних обмежень, що звичайно вважається виборчою перевагою противника — ліберальної партії. Радд запропонував витрати на загальну суму у 2,3 млрд доларів, проти 9,4 млрд доларів затрат пропонованих лібералами. Радд заявив: «Сьогодні я говорю голосно і ясно, що такого роду безрозсудні витрати повинні бути припинені.»
Вибори відбулися 24 листопада 2007. Перемога лейбористів була значною і була підкріплена підтримкою з боку рідного штату Радда Квінсленд.
Лейбористи отримали перевагу у дво-партійному опитуванню в 5,44 відсотка, що є третьою найбільшою перевагою в опитуваннях на федеральних виборах з 1949 року.
Як зазначалося в ході виборчої кампанії, на 29 листопада Радд безпосередньо обрав парламентаріїв першого ряду, розірвавши більш ніж вікову традицію лейбористів за якою перший ряд був обраний зборами лейбористів, з лідером, якому надається право розподіляти портфелі міністрів.

## На посту прем'єр-міністра

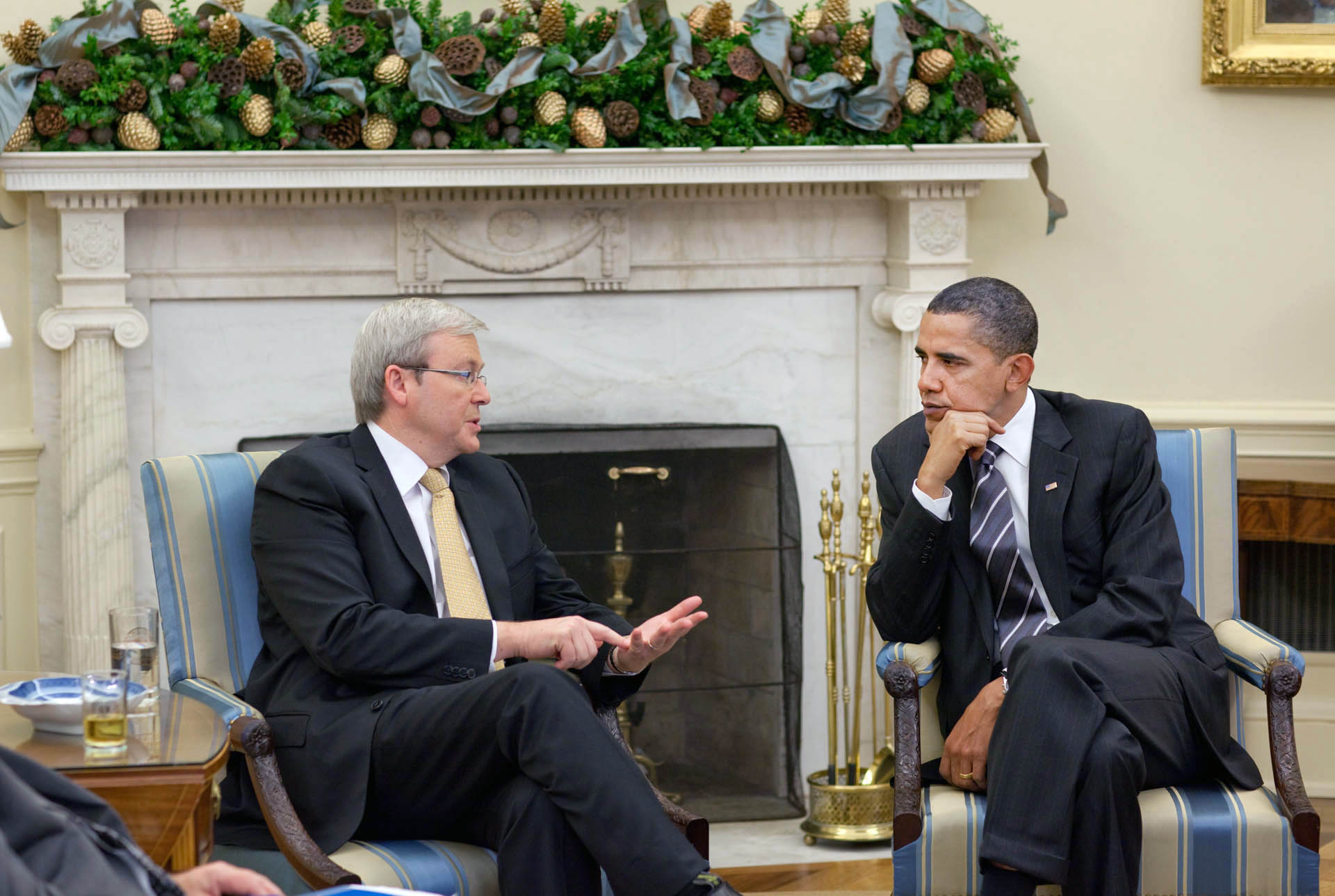
Кевін Радд і Барак Обама (30 листопада 2009 р.)

3 грудня 2007 Кевін Радд вступив на посаду прем'єр-міністра. Колишній тоді Генерал-губернатор, Майкл Джеффері прийняв від нього присягу. Радд був першим прем'єр-міністром Австралії, який склав присягу та не згадав Королеву Великої Британії.
Кевін Радд є другим лідером партії з Квінсланду, що прийшов до влади через перемогу на виборах. Першим був Ендрю Фішер в 1910 році. Кевін Радд є першим прем'єр-міністром після Другої світової війни, що не прийшов зі штатів Новий Південний Уельс або Вікторія.
Ранні ініціативи уряду Радда включали підписання Кіотського протоколу, вибачення парламенту «за викрадені покоління» і зустрічі на вищому рівні 2020 (Summit 2020). Під час перших двох років перебування на посаді, Радд і уряд лейбористів побили рекорди популярності у виборчих опитуваннях Newspoll. Перед 2010 роком, рейтинги прем'єр-міністра істотно знизилися і виникли суперечки щодо управління економічним стимулюванням після світової фінансової кризи; затримка пропонованих урядом скорочення забруднення вуглецем; політика в наданні політичного притулку та обговорення пропонованих податків на «надприбутки» у гірничодобувної промисловості. 23 червня 2010 року, після значного висвітлення засобами масової інформації та після того, як стало очевидним що Радд втратив підтримку ключових голів фракцій Лейбористської партії, віце-прем'єр-міністр Джулія Гіллард запропонувала голосування наступного дня. Коли стало ясно що Гіллард має значну перевагу, Радд відмовився від голосування та пішов у відставку з постів лідера партії та прем'єр-міністра Австралії.